# Fortaleza de Santo Ângelo de Cananor

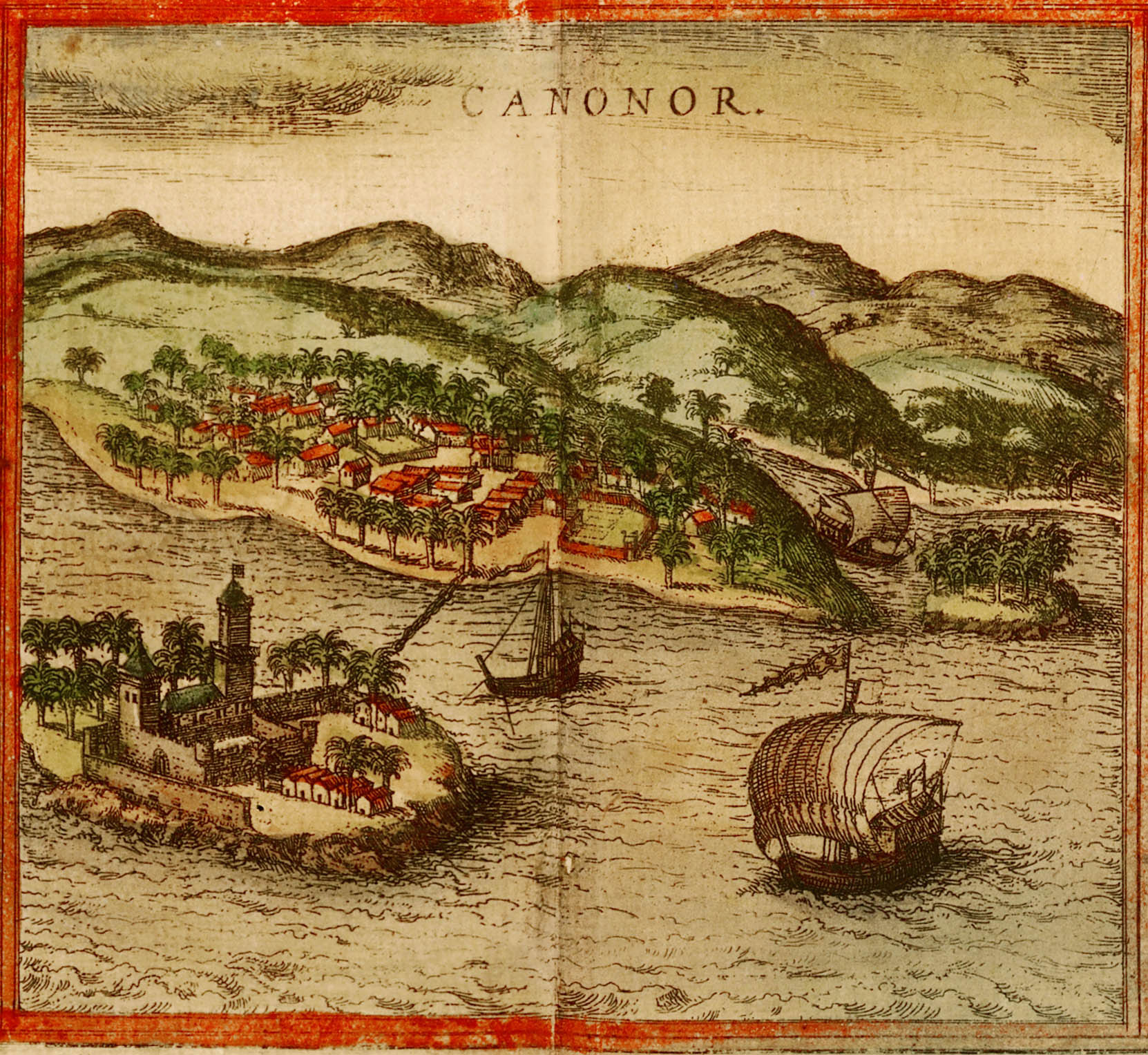
"Canonor" (Georg Braun e Frans Hogenberg. "Civitates orbis terrarum", vol. I, 1572).

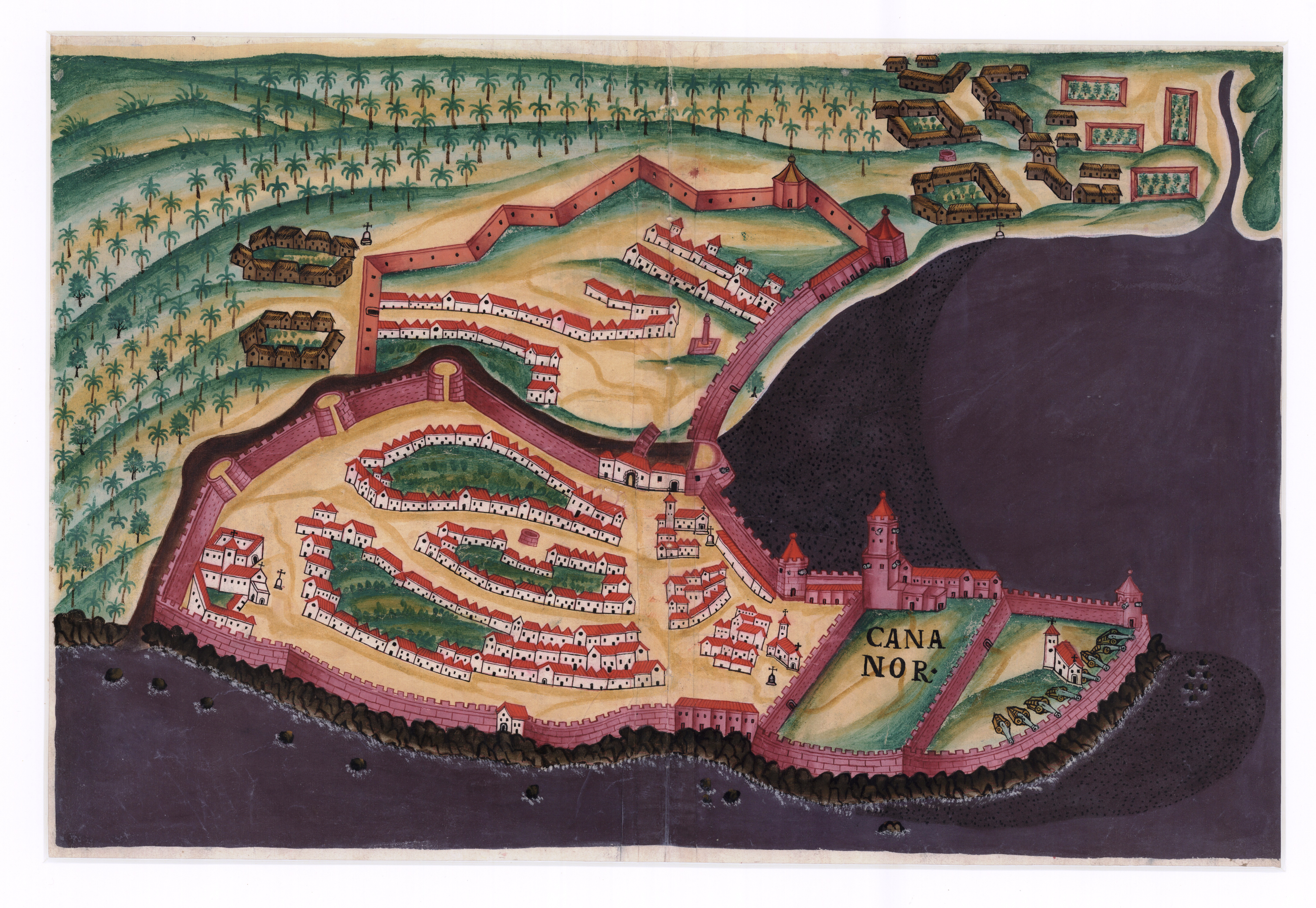
Cananor ("Livro das Plantas das Fortalezas", 1635).

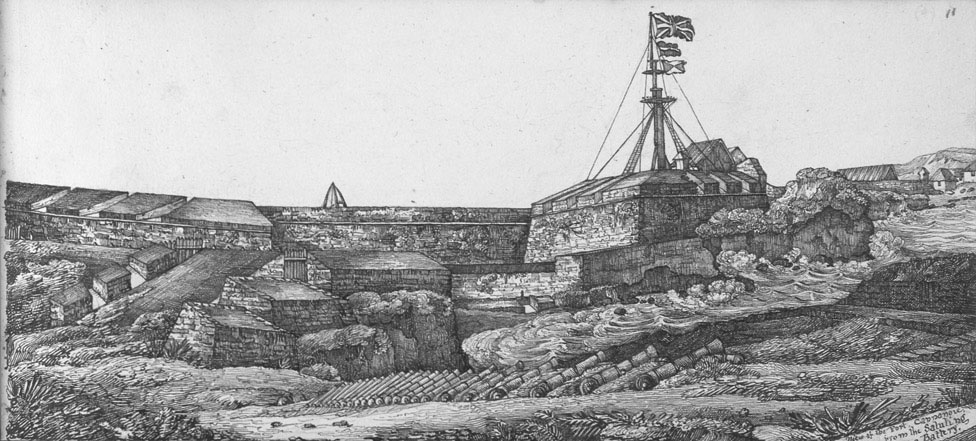
Fortaleza de Santo Ângelo (c. 1820).

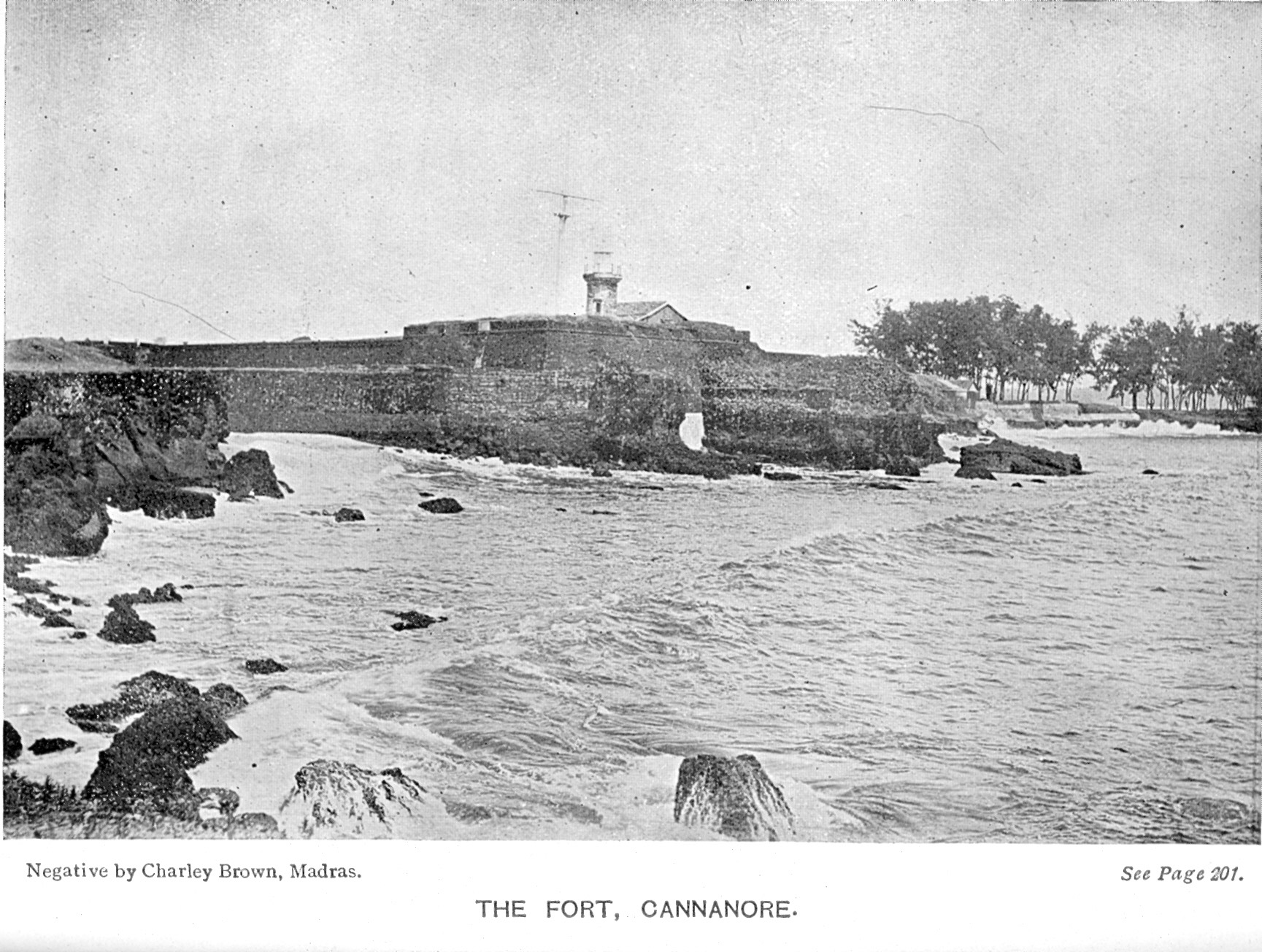
Fortaleza de Santo Ângelo de Cananor (1913).

A Fortaleza de Santo Ângelo de Cananor, também referida como Castelo de Santo Ângelo ou Fortaleza de Cananor, localizava-se na cidade portuária de Cananor, no estado de Querala, na costa sudoeste da Índia.
A costa do Malabar constituía-se numa expressiva região produtora e exportadora de especiarias, nomeadamente a pimenta. Ao final do século XV caracterizava-se politicamente como um mosaico de pequenos reinos. Estes, embora maioritariamente hindus, abrigavam comunidades expressivas de mercadores islamizados. Entre eles incluía-se o reino de Kolathunad, cujos rajás pertenciam à família Kolathiri. Na passagem para o século XVI, o porto de Cananor era o mais destacado deste reino, atrás apenas, a nível regional, pelo principal entreposto de especiarias do Malabar, a cidade de Calicute.
Tornou-se possessão portuguesa entre 1505 e 1663, quando foi conquistada por forças neerlandesas, passando depois para o domínio da Grã-Bretanha.

## História
A cidade foi avistada pela armada de Vasco da Gama já em 1498, mas só foi visitada por uma armada portuguesa em janeiro de 1501, sob o comando de Pedro Álvares Cabral, em resposta a um convite do soberano local. Ao final desse mesmo ano, a armada de João da Nova, assinalou a presença portuguesa em Cananor com o estabelecimento de uma feitoria, reorganizada no ano seguinte (1502) por Vasco da Gama, que ali deixou como feitor Gonçalo Gil Barbosa. Daqui eram exportados principalmente gengibre, cardamomo, e importados cavalos para os exércitos do Império de Vijayanagar.
As rivalidades com os mercadores islamizados locais logo se fizeram sentir, de modo a que, em outubro de 1505, a armada do futuro Vice-rei, D. Francisco de Almeida demorou-se na cidade, em negociações com o soberano local para a construção de uma fortaleza capaz de defender a feitoria. Bem-sucedidas, a fortificação começou a ser erguida ainda no mesmo ano, em posição dominante sobre um extenso promontório que se projetava sobre o mar, dominando a baía, a alguma distância a leste da cidade de Cananor. Principiou-se por erguer uma muralha pelo lado de terra, antecedida por um fosso, atrás da qual se desenvolvia o corpo da feitoria-fortaleza, dominado pela torre de menagem, ao lado da qual se erguia a casa do capitão.
Entre maio e agosto de 1507, a fortaleza sofreu um duro assédio, o chamado cerco de Cananor. O ataque deveu-se a uma questão de sucessão dinástica na família Kolathiri que conduziu ao trono um herdeiro favorável aos interesses do Samorim de Calicute e da comunidade de mercadores islamizados de Cananor, tradicionais inimigos dos portugueses. O Vice-rei D. Francisco de Almeida foi avisado da preparação do mesmo pelo corsário hindu Timoji, que abasteceu a fortaleza durante o cerco. Este apenas foi levantado diante da chegada de uma armada de socorro (27 de agosto de 1507, sob o comando de Tristão da Cunha, que levou o soberano local a assumir uma posição conciliatória com os Portugueses. Francisco Serrão integrava esta armada. O episódio é recordado em um verso de "Os Lusíadas": "Vereis a fortaleza sustentar-se / De Cananor, com pouca força e gente; (...)"
Em agosto de 1509 Almeida, recusando-se a reconhecer Afonso de Albuquerque como novo governante a sucedê-lo, deteve-o nesta fortaleza após a Batalha Naval de Diu. Albuquerque foi libertado após três meses de confinamento, e assumiu o cargo com a chegada de uma frota maior, em outubro de 1509. Albuquerque fez reconstruir a fortaleza.
A fortaleza foi reforçada em 1526 por iniciativa do então governador D. Lopo Vaz de Sampaio. A Cananor portuguesa desenvolvia-se então a leste do corpo central da fortaleza: entre esta e a muralha exterior situava-se a parte habitacional onde, no século XVII residiam cerca de quarenta famílias de "casados" portugueses e trinta de "casados da terra" (cristãos nativos). A oeste, na extremidade do promontório, localizavam-se o cais e as edificações do hospital, dos armazéns (mantimentos e munições), e uma ermida. Para além das muralhas da cidade portuguesa, desenvolvia-se uma área mista, habitada por população luso-indiana ou cristianizada, além de uma pequena aldeia piscatória hindu. A cidade nativa de Cananor, designada como "bazar dos mouros" pelas fontes portuguesas, situava-se no centro da baía a alguma distância da fortaleza portuguesa.
Sob o governo do Vice-rei D. Antão de Noronha, durante o cerco de 1565, D. António de Noronha foi o responsável pela sua defesa, uma vez que o seu capitão à época, D. Paio de Noronha a desejava abandonar.
Em 1663 Cananor foi conquistada por forças neerlandesas, ano da queda da cidade de Cochim, pondo fim à influência comercial português na costa do Malabar. Os neerlandeses modernizaram a antiga fortificação portuguesa, sendo erguidos novos baluartes, com os nomes de "Hollandia", "Zeelandia" e "Frieslandia", que são as principais estruturas que chegaram aos nossos dias. A primitiva estrutura portuguesa foi posteriormente demolida. Os neerlandeses venderam a fortificação ao sultão Ali Raja de Arakkal em 1772.
Poucos anos mais tarde, em 1790 foi conquistada por forças britânicas, quando se converteu no quartel-general das forças militares britânicas na costa do Malabar até 1887.
A fortificação encontra-se bem preservada como monumento protegido sob a autoridade do "Archaeological Survey of India".
Uma pintura deste forte, vendo-se barco com pescadores na baía de Mappila encontra-se exposta no Rijksmuseum em Amesterdão.
A cabeça de Kunjali Marakkar foi exibida nos muros da fortaleza após o seu assassinato.
Da fortificação manuelina, com grandes alterações introduzidas no século XIX pelos britânicos, restam apenas vestígios da primitiva torre e do muro sobre as rochas da praia.

## Características
A fortificação portuguesa, na extremidade de uma ponta rochosa, era dominada por uma torre de três pavimentos, em torno da qual se encontravam as casas do capitão e a feitoria, conjunto essencialmente inalterado até ao século XVII. A cidade portuguesa encontrava-se envolvida por um muro abaluartado numa extensão de 550 metros, defendido por um fosso.

## Estado atual
O Porto da Baía de Moppila e a Mesquita de Arakkal estão perto do forte. O forte está agora bem mantido sob a supervisão do Serviço Arqueológico da Índia. Os turistas têm permissão para entrar no forte todos os dias da semana, das 8h às 18h.

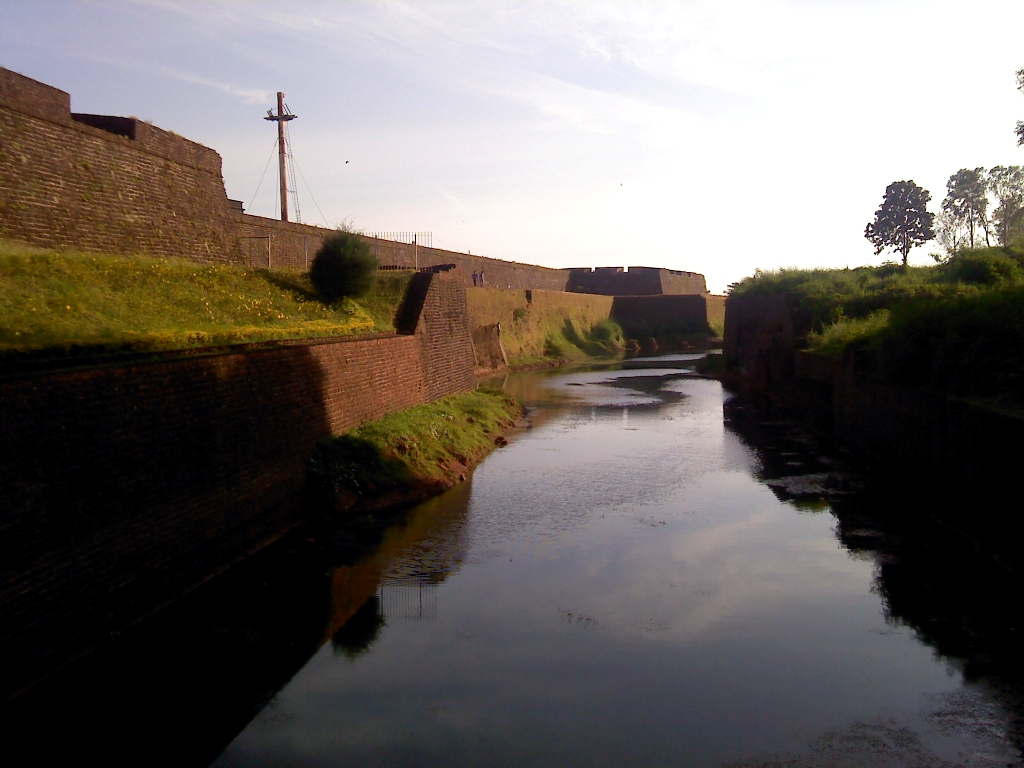
Fortaleza de Santo Ângelo de Cananor
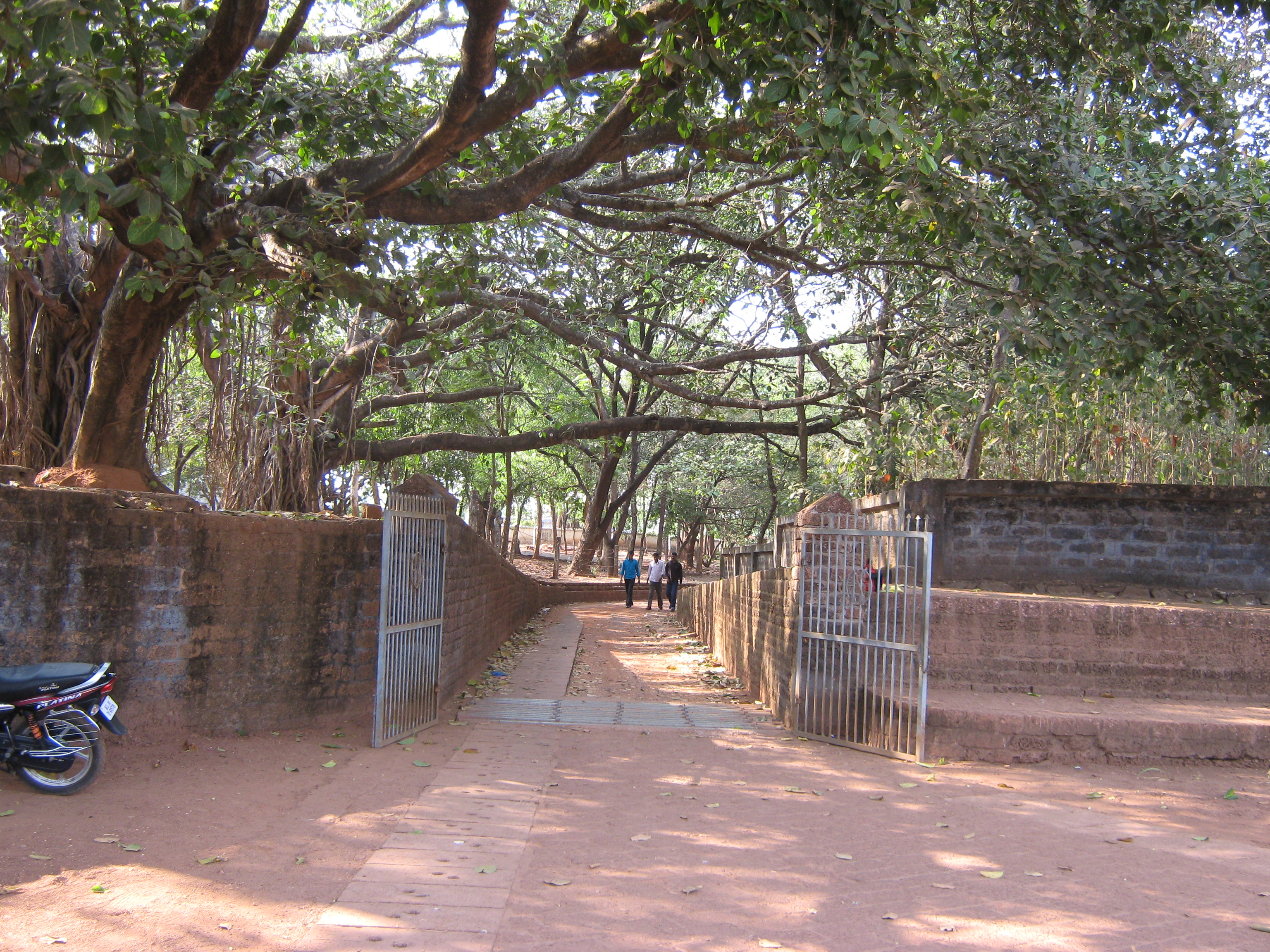
O portão do forte
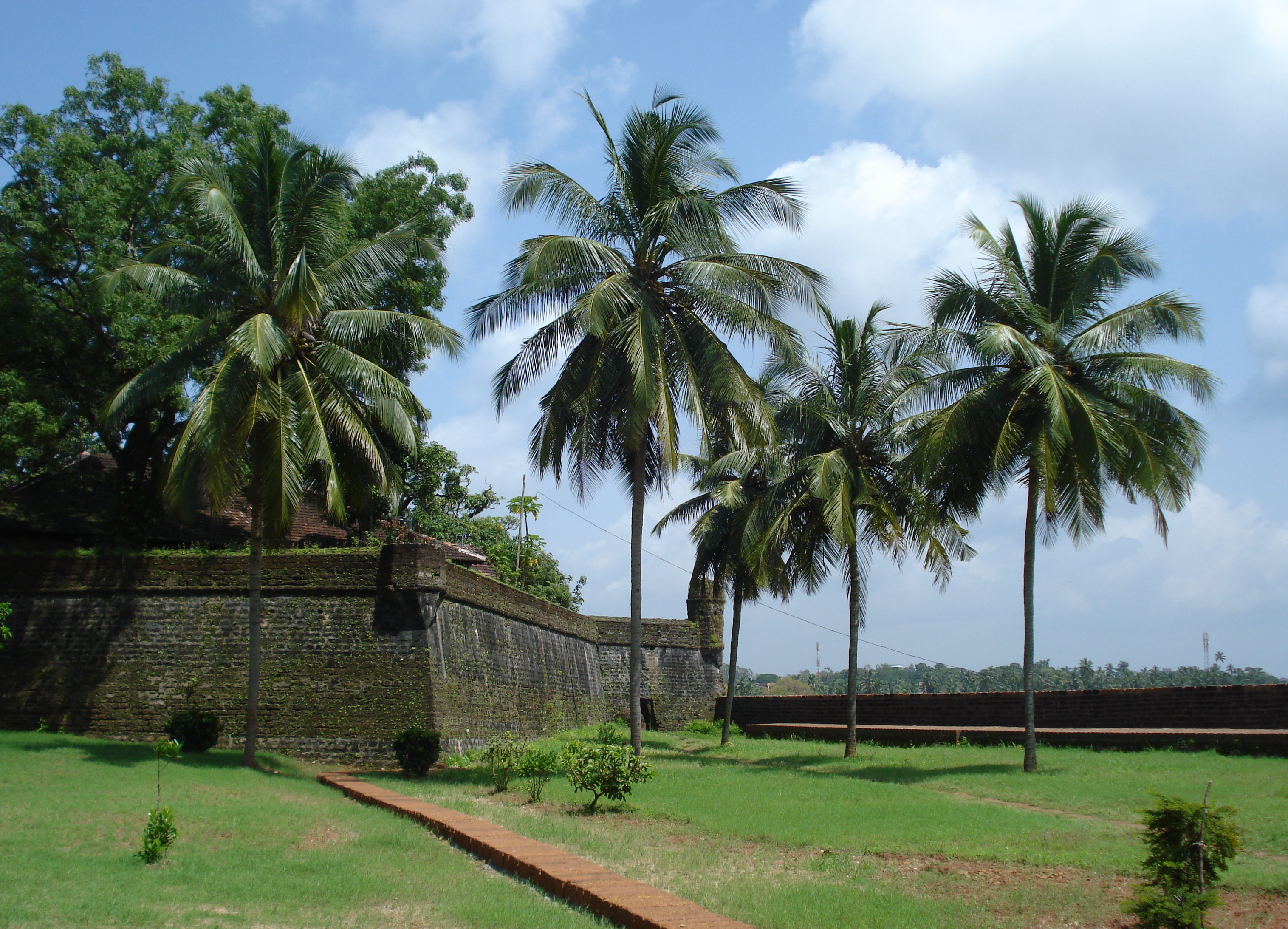
Fortaleza de Santo Ângelo de Cananor, vista do interior.
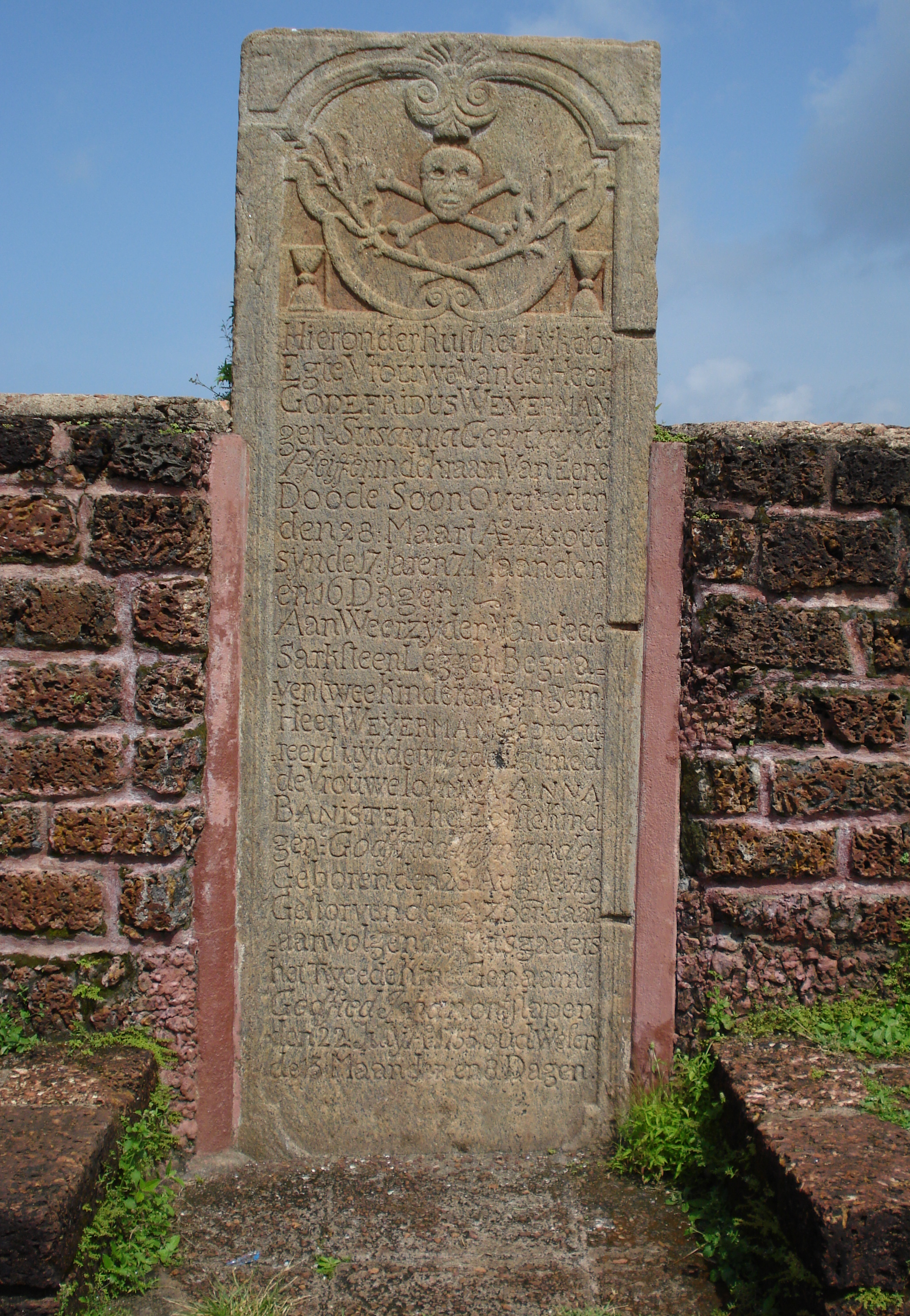
A sepultura da esposa de um dos comandantes holandeses e de duas crianças com inscrições holandesas.
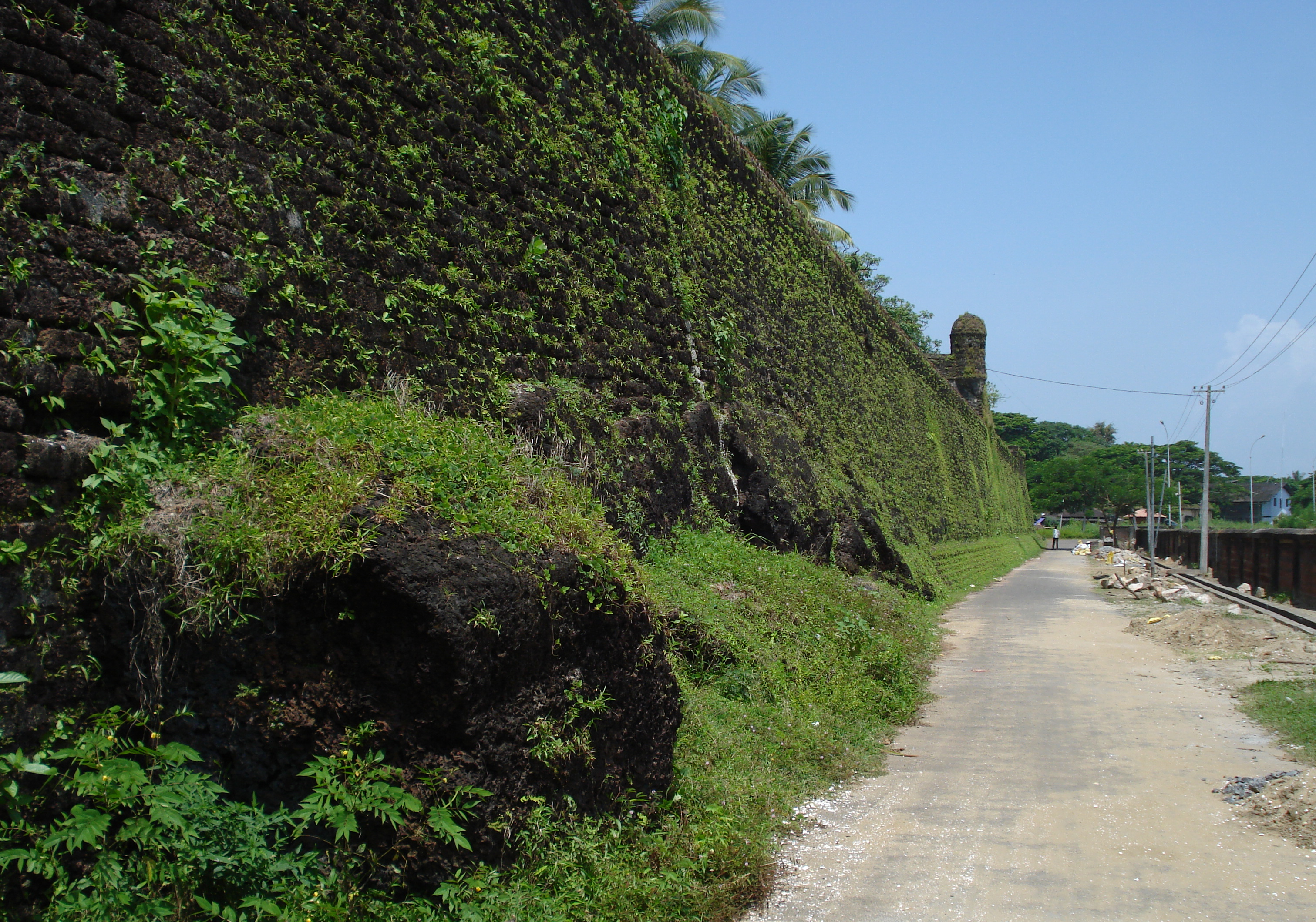
A torre de vigia.
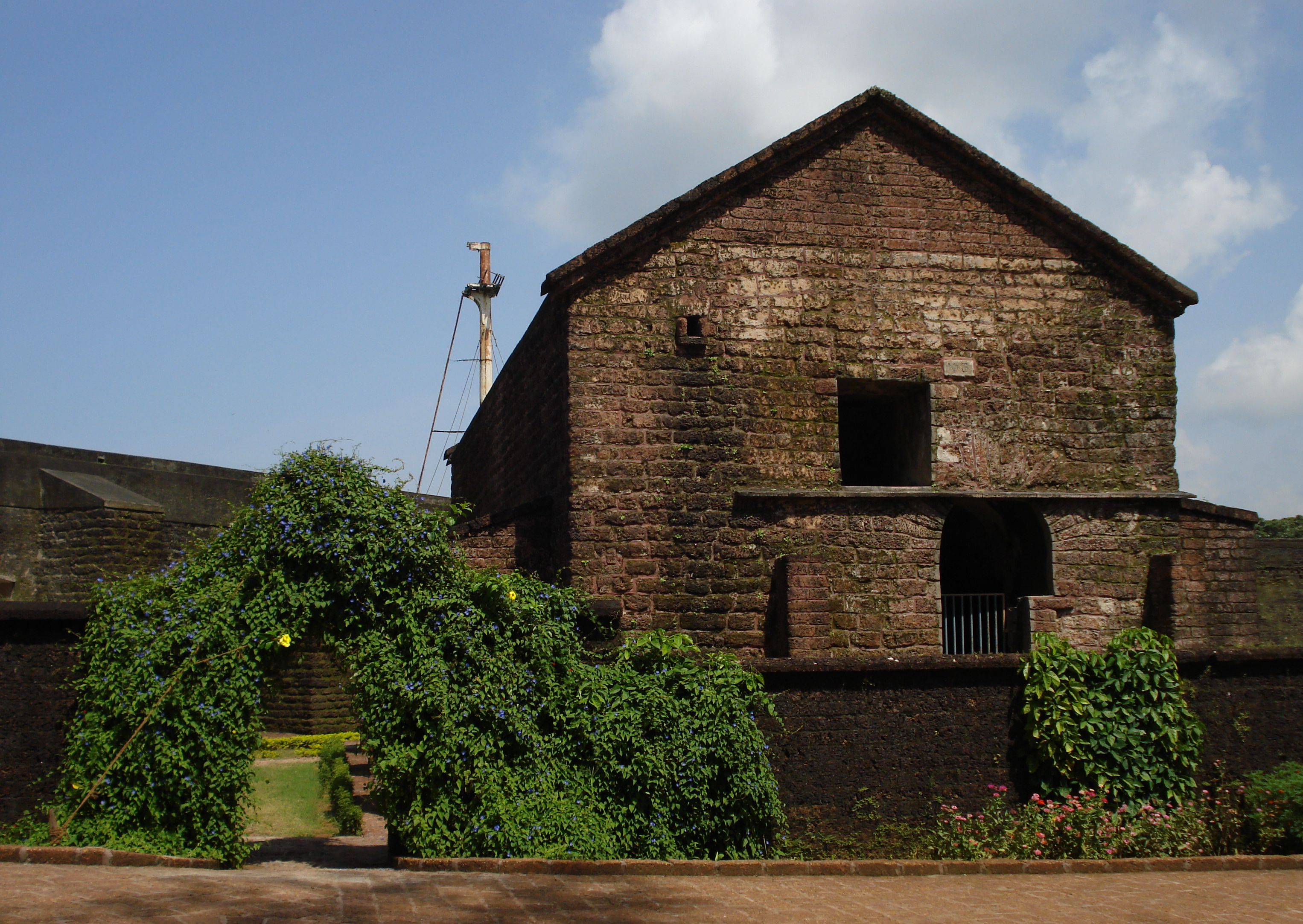
A capela dentro do forte após a restauração.
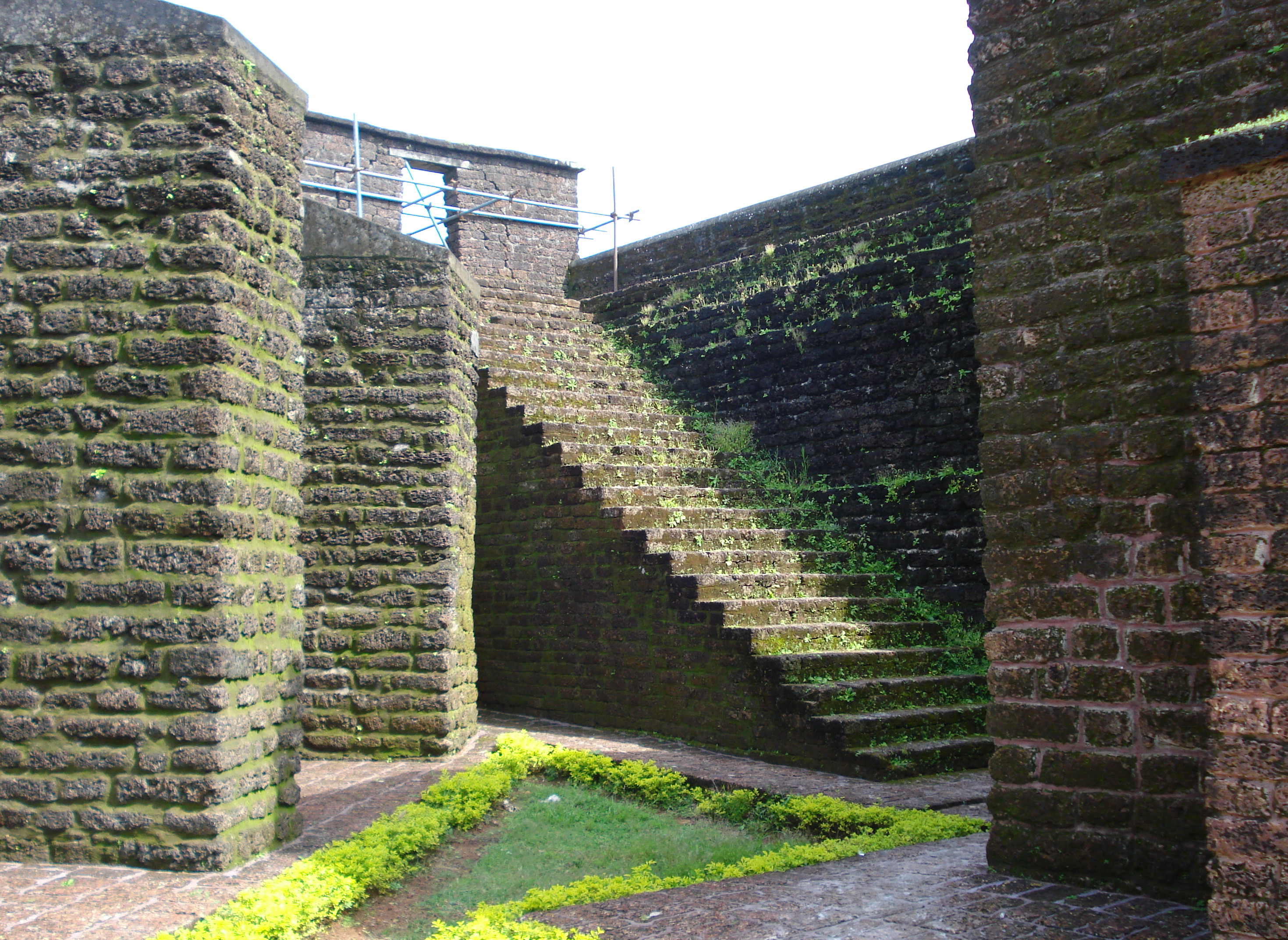
A escada leva ao topo do muro do forte. Note que todo o forte é feito com material laterita.
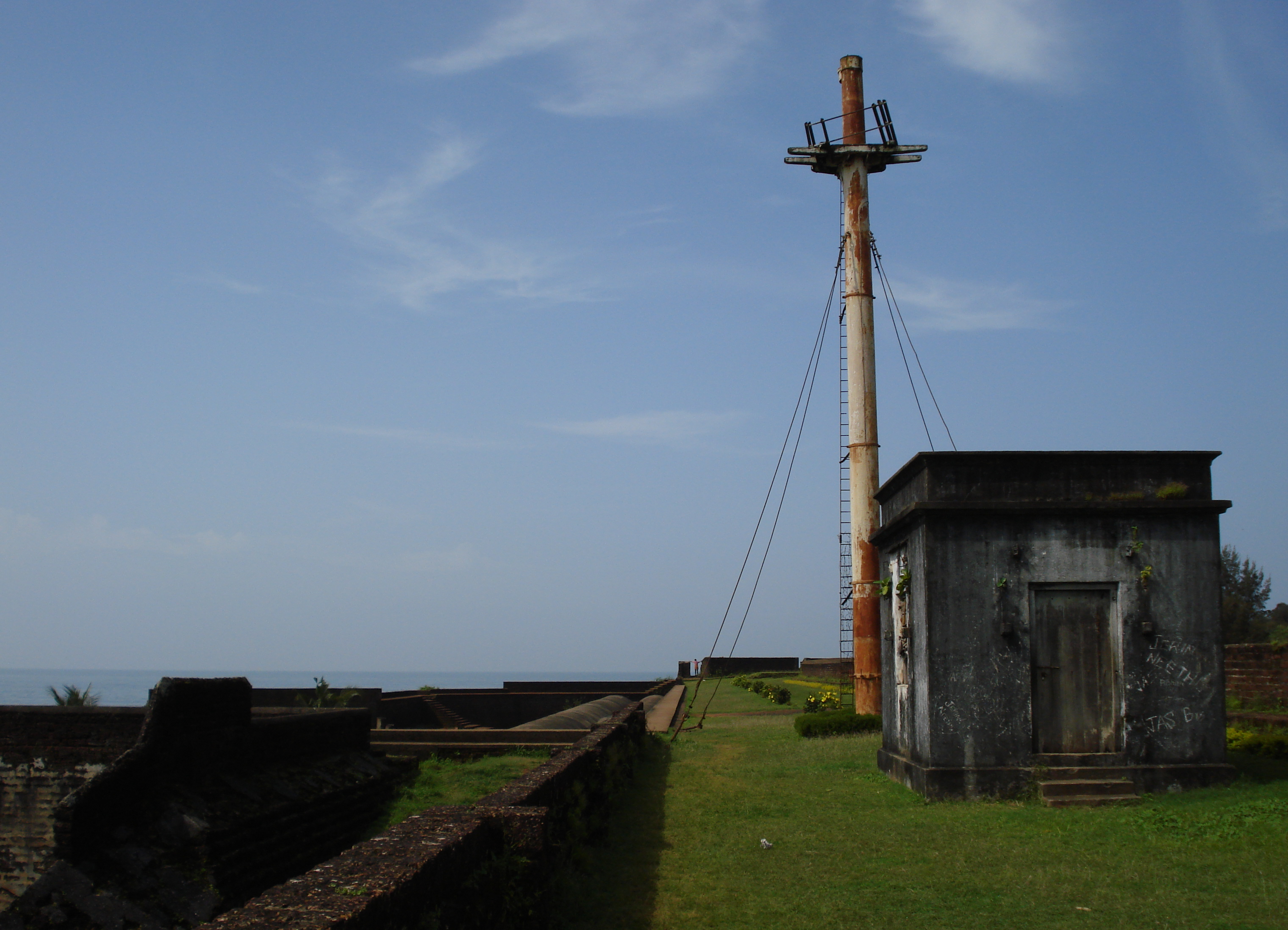
Restos da lâmpada de óleo adiantada farol dentro do forte.
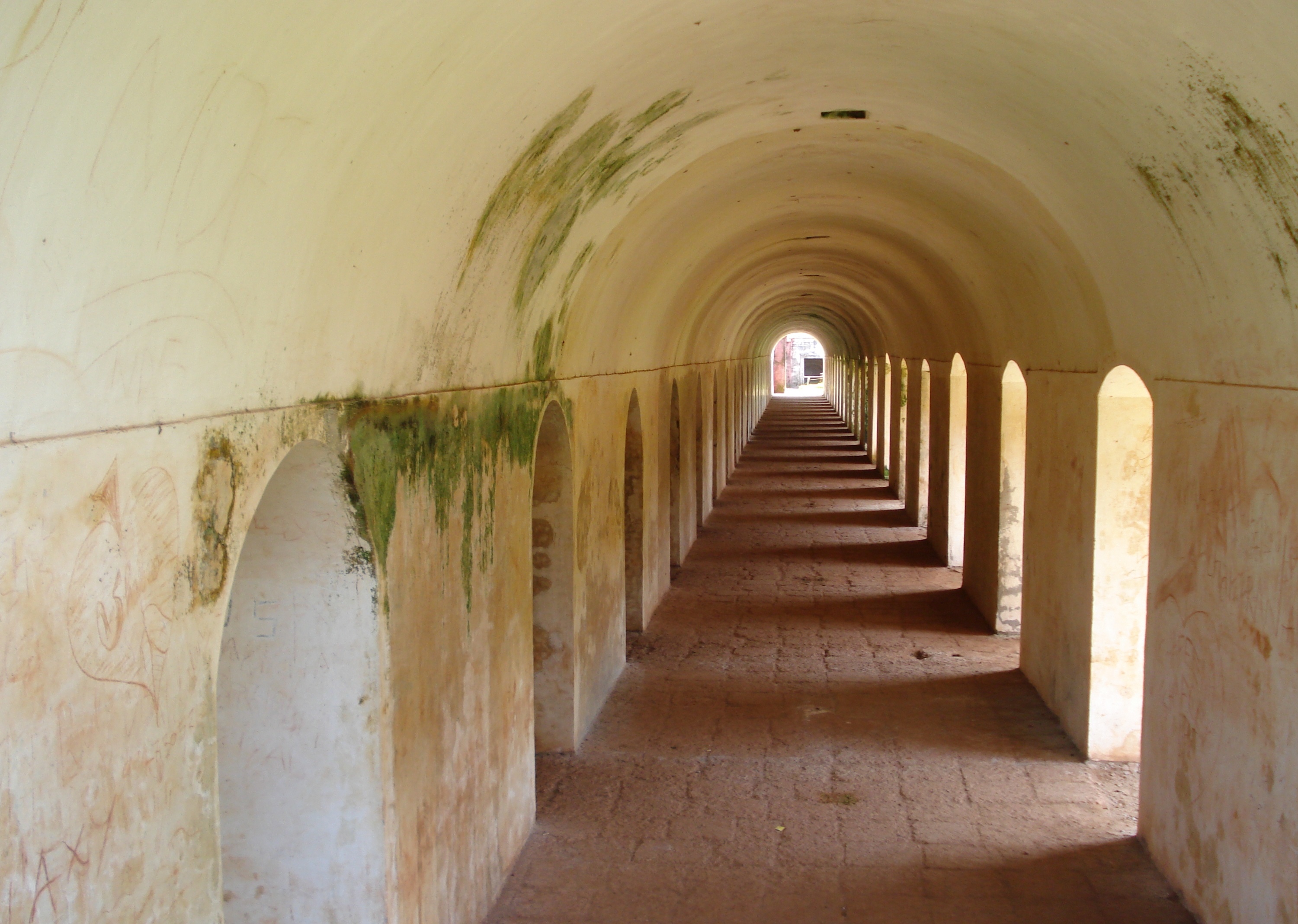
Vista interna das casernas do exército.
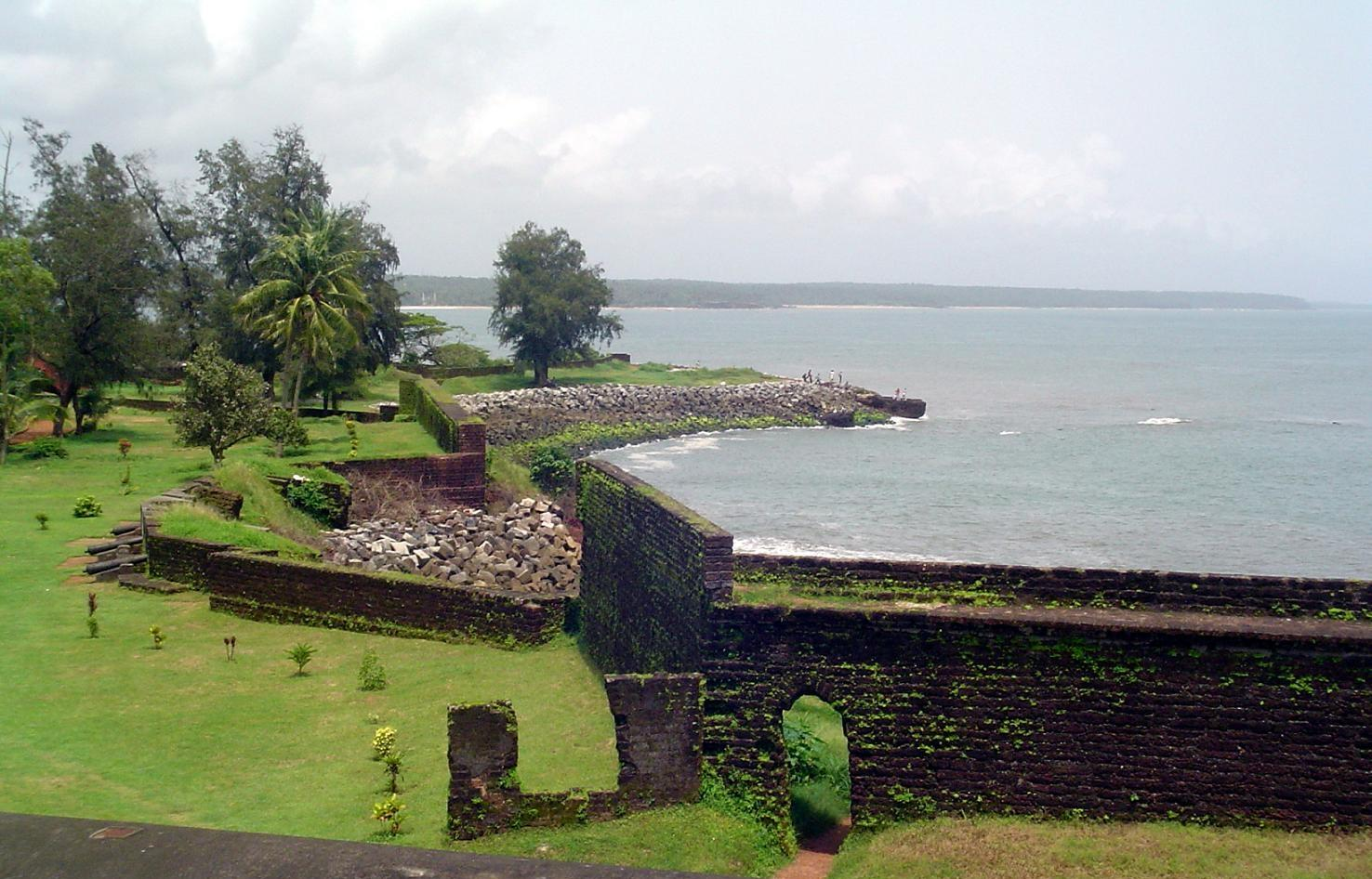
Outra vista do topo dos estábulos.
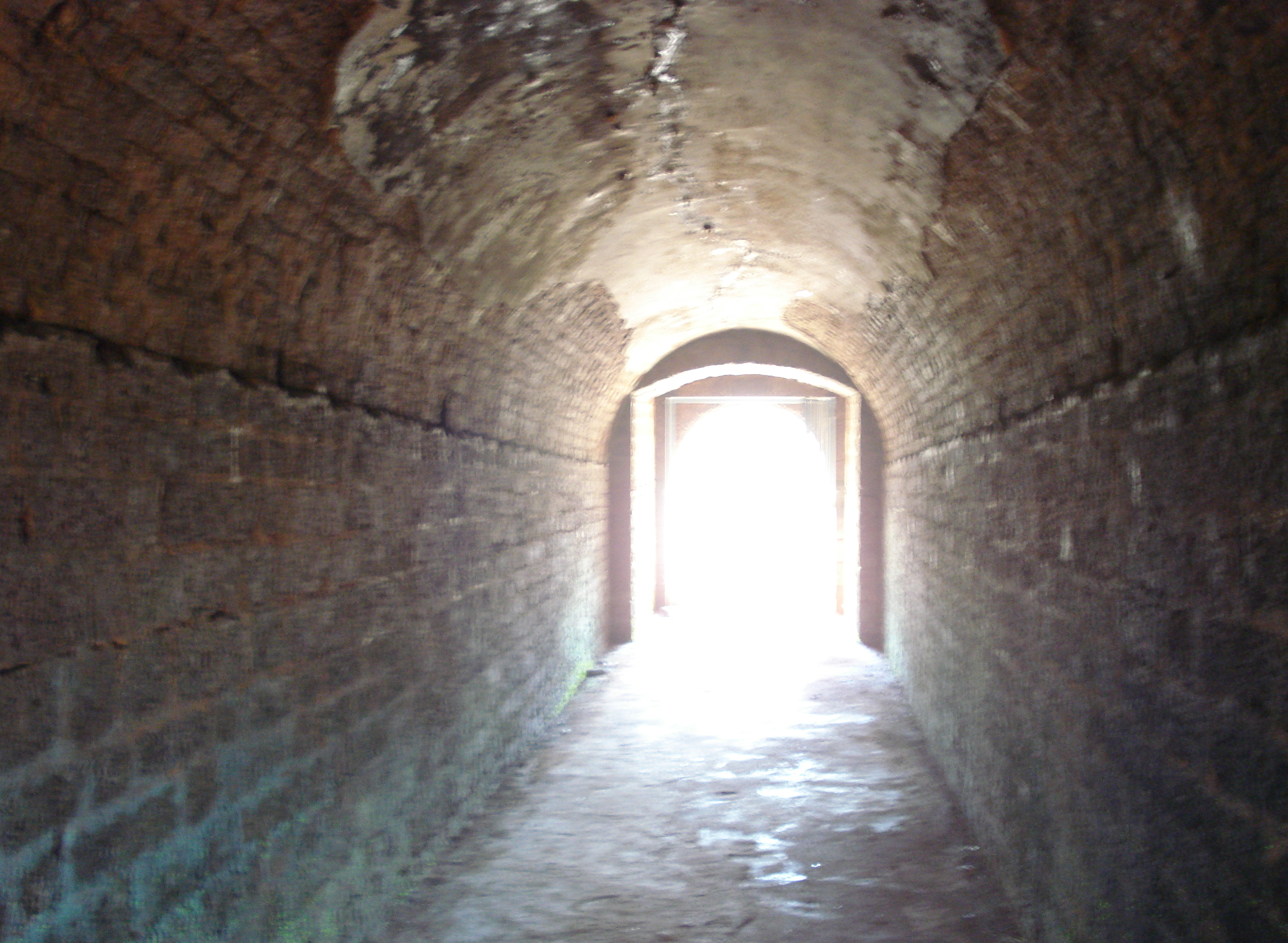
A entrada velha do forte
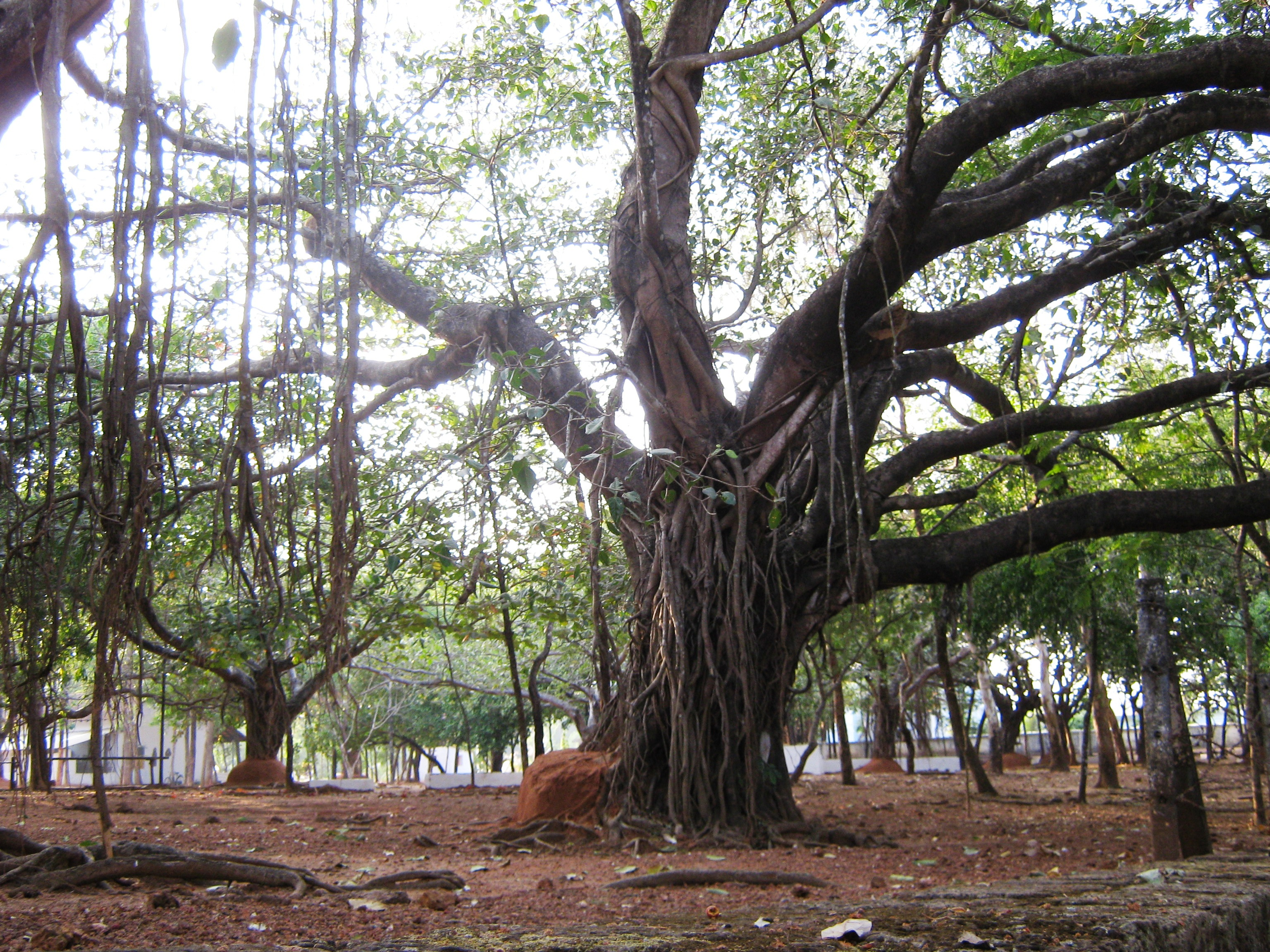
Entrada do forte
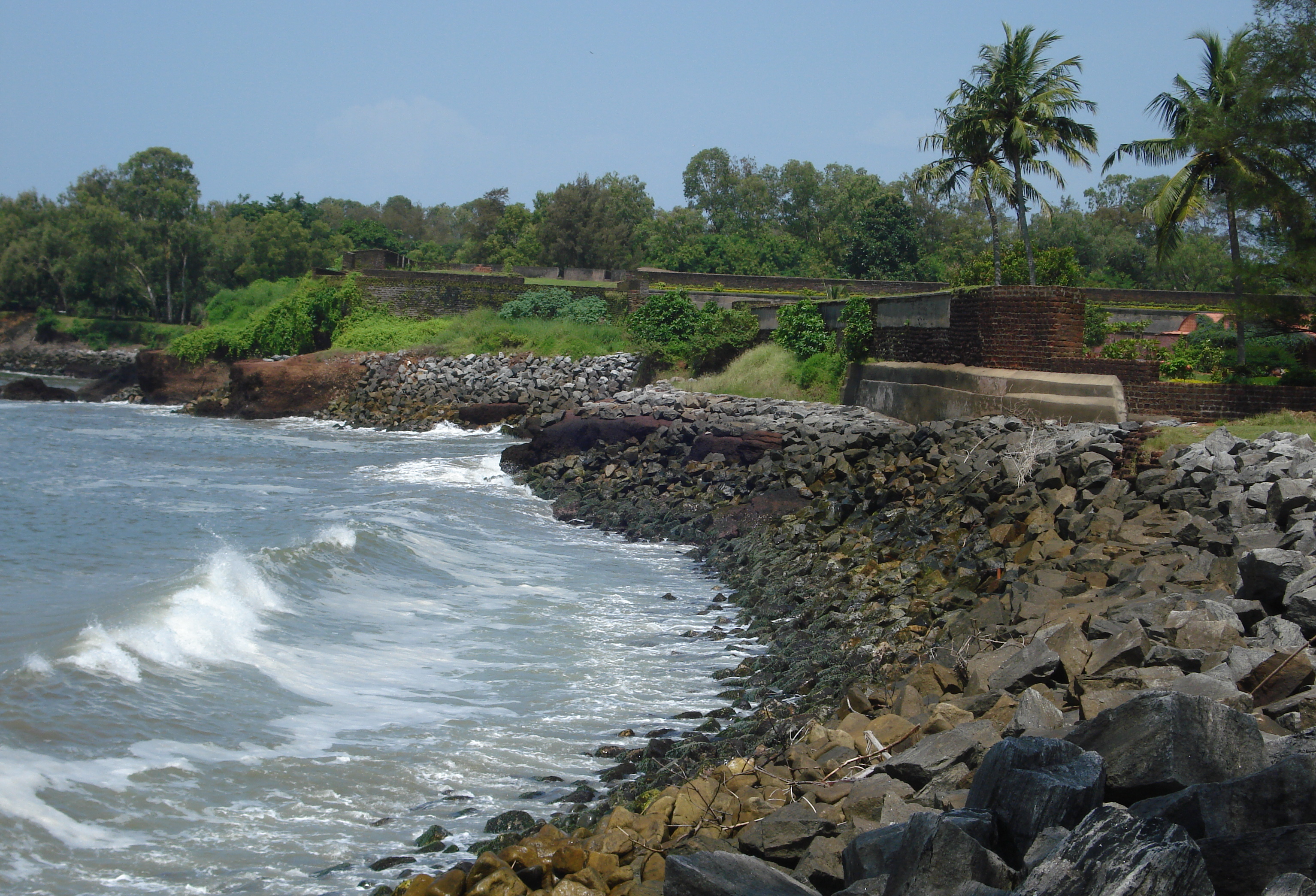
Fortaleza de Cananor e o Mar Arábico.
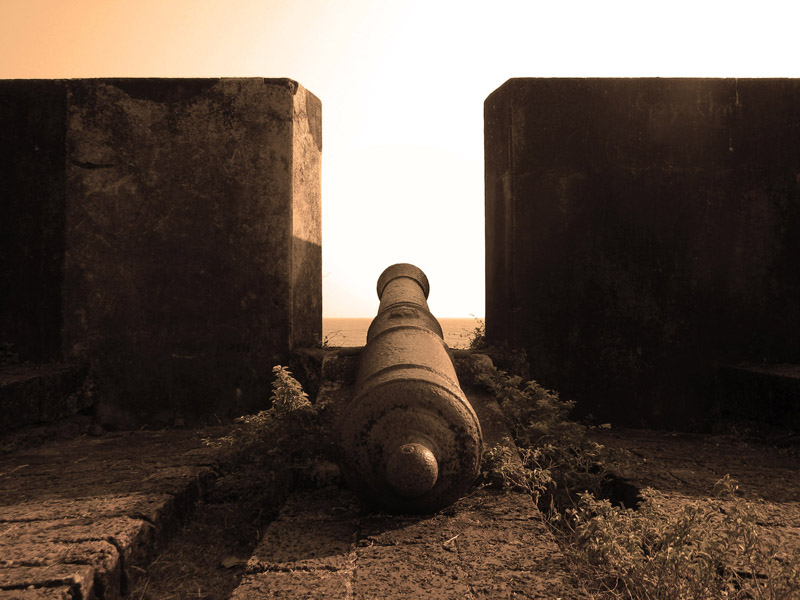
Canhão do Forte de Cananor.
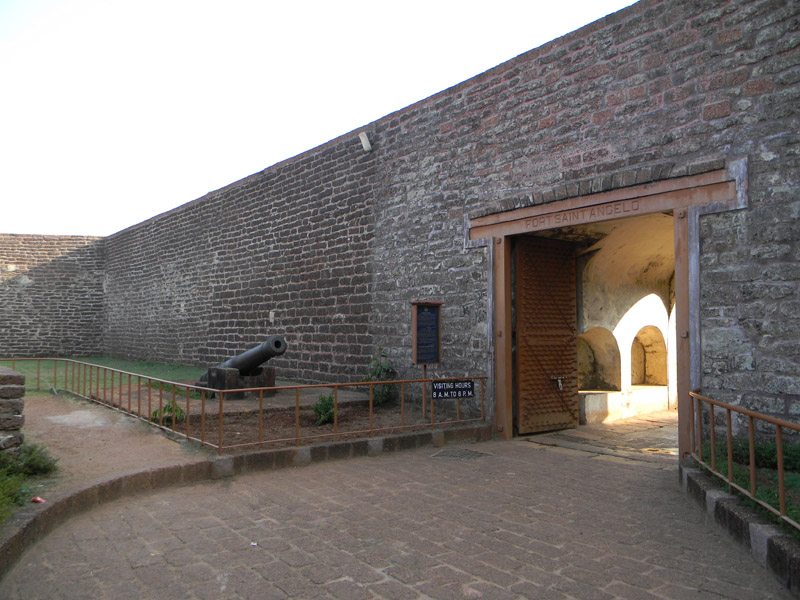
Entrada principal.
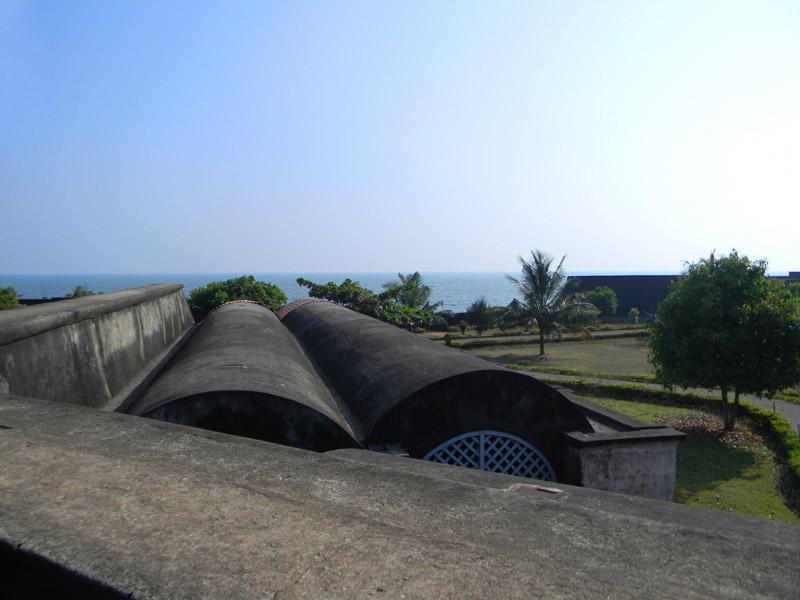
Visão do topo.
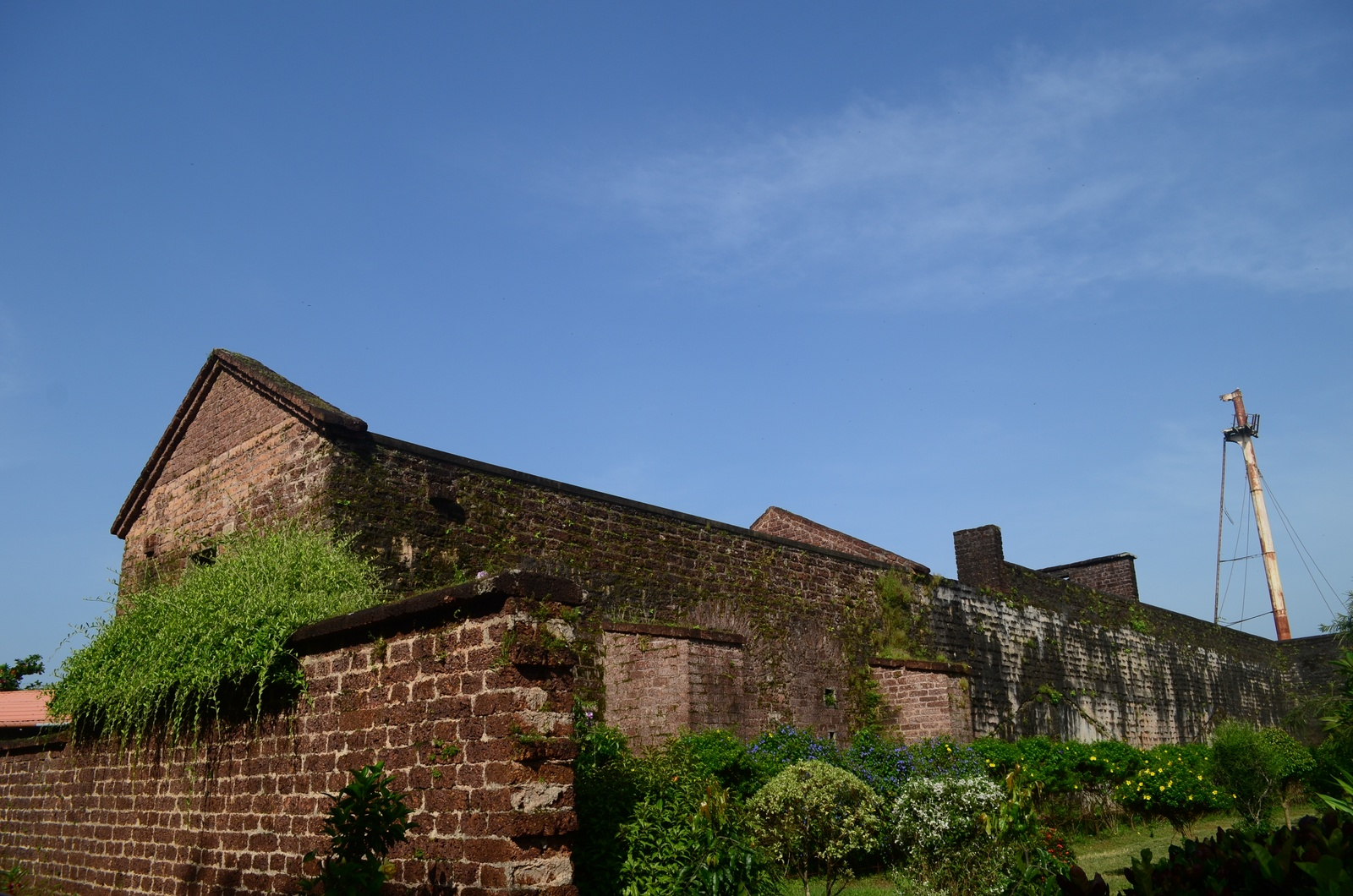
Fortaleza de Santo Ângelo de Cananor, Cananor